# Lago di Teleccio
Il lago di Teleccio (1.924 m s.l.m. - detto anche lago di Telessio o di Piantelessio) è un lago artificiale che si trova nella valle dell'Orco nel comune di Locana.

## Descrizione

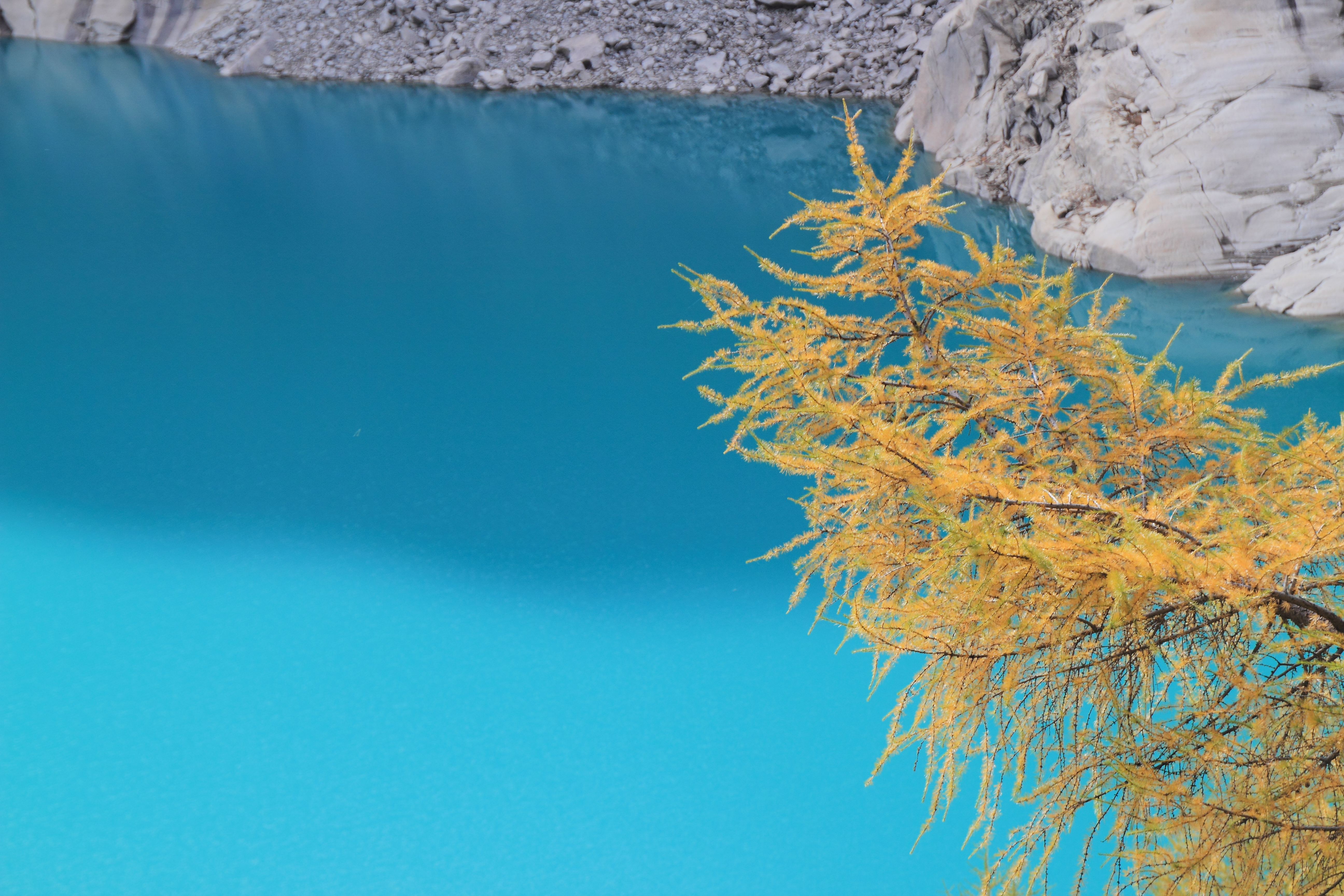
Un ramo di larice affacciato sul lago

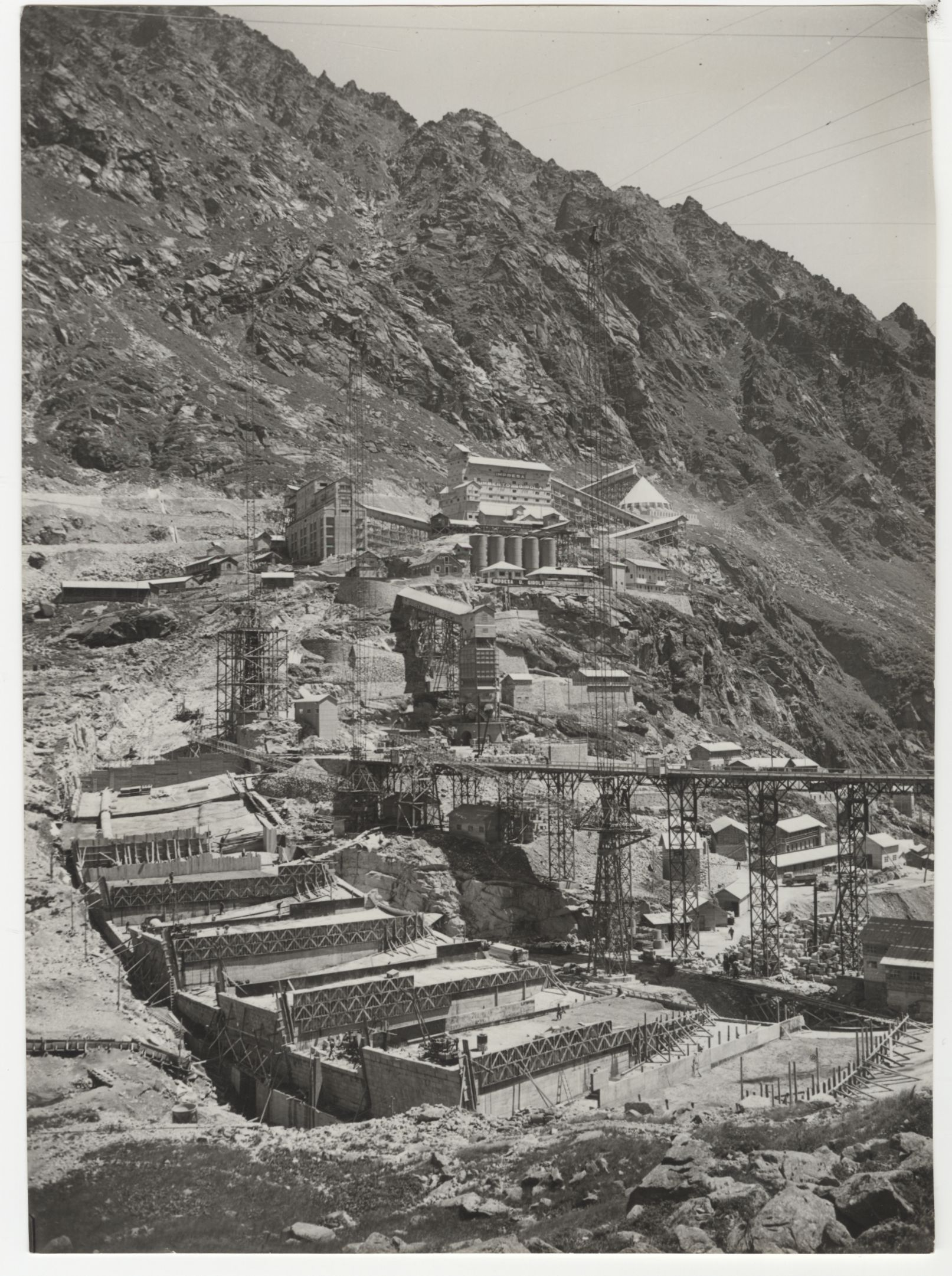
La costruzione della diga per la centrale idroelettrica di Telessio nel 1954 (Archivio storico del Touring Club Italiano)

È collocato nel  vallone di Piantonetto. Per raggiungere il lago si sale a Rosone, frazione di Locana e poi si risale il vallone di Piantonetto.
Fa parte del sistema Valsoera-Telessio che, nella centrale idroelettrica di Telessio, sfrutta le acque accumulate per pompaggio nel serbatoio di Valsoera, oltre alle acque dei torrenti Piantonetto, Valsoera e Balma.
Poco sopra il lago si trova il rifugio Pontese.

## Protezione della natura
Il lago si trova all'interno del territorio del Parco nazionale del Gran Paradiso.